# Maria Chybińska
Maria Chybińska (ur. 18 kwietnia 1876 w Krakowie, zm. 26 listopada 1958 w Poznaniu) – polska malarka.

## Życiorys
Jej rodzicami byli Józef Gawełkowicz i Józefa z Baranowskich. Studiowała na krakowskiej Akademii Sztuk Pięknych, pod kierunkiem Włodzimierza Tetmajera, Jana Stanisławskiego i Jaceka Malczewskiego. Naukę kontynuowała w 1903 roku w Mediolanie. W latach 1906–1912 studiowała w Monachium. W 1904 roku wyszła za mąż za Adolfa Chybińskiego. W 1912 roku przeniosła się do Lwowa, gdzie przebywała do 1944 roku. W okresie lwowskim była najaktywniejsza twórczo. Uprawiała miniaturę portretową, malarstwo rodzajowe, pejzaż i ilustrację książkową. Od 1908 roku brała udział w wystawach we Lwowie, Bydgoszczy, Krakowie, Łodzi, Olsztynie, Poznaniu i Warszawie. Przed wojną miała w Łodzi, w 1926 roku, wystawę indywidualną. Od 1947 roku mieszkała w Poznaniu. W 1958 roku miała drugą indywidualną wystawę. W tym też roku zmarła. Została pochowana na  cmentarzu na Jeżycach.